# Josep Costa Sobrepera
Josep Costa Sobrepera, aussi connu sous le pseudonyme en Costa, (Palafrugell, 30 juin 1937) est un artiste peintre figuratif connu pour ses marines réalisées à l'aquarelle ou à l'huile. Il réalise également des portraits et croquis au fusain, à la gouache ou au pastel.

## Biographie

### Jeunesse
Josep Costa Sobrepera naît dans une famille travaillant dans le domaine du liège. Ses maître d'écoles détectent très tôt ses capacités picturales. Il suit des cours du soir à l'Escola d'Arts i Oficis et, à 16 ans, il trouve son premier emploi chez le maître forgeron Joan Gich. Sa première exposition publique a lieu à la Bibliothèque de Palafrugell, sous l'égide de son maître Lluís Medir Jofra, en 1955.
Il continue à exposer ses œuvres à la bibliothèque et d'en d'autres lieux de la ville de Palafrugell jusqu'en 1958, année où il commence à participer à des concours nationaux et internationaux. Il obtient le deuxième prix de la jeunesse du concours d'art organisé par le Frente de Juventudes de Gérone pour son aquarelle Les voltes de l'hotel Gelpí. La même année, il est appelé pour effectuer son service militaire obligatoire à Sant Climent Sescebes puis à Figueres. Il en profite pour exposer à la salle municipale de cette ville, chef-lieu de la comarque d'Alt Empordà.
Pendant les années 1960, il occupe divers emplois de technicien et d'ingénieur et, pendant cinq ans, suit des cours du soir à l’Escola d'Arts i Oficis de Palafrugell. En 1966, il s'inscrit à l'Escola d'Enginyers Tècnics Industrials de Barcelone. Avec tout ceci, il ne dispose que de peu de temps pour la peinture.

### Carrière de peintre
Jusqu'en 1971, il réside à Barcelone, où il installe son premier atelier et est inscrit comme auditeur dans les classes d'anatomie des Beaux-Arts, où il rencontre des artistes comme Martínez Lozano. Il rentre à Palafrugell en 1972 pour se consacrer pleinement à la peinture dans son atelier, où il donne également des cours de dessin et de peinture. Lors des années suivantes, il expose dans plusieurs galeries d'art de Catalogne ou d'autres provinces d'Espagne, dont la Sala Rovira de Barcelone. Il est récompensé dans différents concours nationaux et internationaux,. 1975 est une année importante : il se marie et expose dans de nombreuses galeries.
Les dernières années de la décennie 1970 et les années 1980 sont une époque de grande production artistique, ainsi que d'une grande diffusion de son œuvre grâce à sa participation à de nombreux concours internationaux, une présence significative dans toute la Catalogne et une ouverture sur le reste de l'Espagne. Pour la Sant Jordi de 1994, il inaugure à Pals un atelier musée de style gothique destiné à montrer son travail.

### Nouveaux horizons
En 1996, il commence une nouvelle période qui l'amène à voyager en Scandinavie et en Europe occidentale. Avec cette nouvelle étape, il abandonne provisoirement la peinture à l'huile pour se consacrer à l'aquarelle, sans pour autant changer sa thématique habituelle. Le gris et le vert prennent un plus grand rôle dans ses œuvres.
Costa Sobrepera continue d'accumuler les récompenses, en particulier en France. Son œuvre est de plus en plus reconnue par diverses institutions au début du XXIe siècle, dont le Diari de Girona qui présente à ses lecteurs des reproductions de ses tableaux,,,.

## Œuvres principales
- Èxtasi. L'espera d'un desig (1953)
- Mercat (Guatemala, 1987)
- Mercat al carrer (Guatemala, 1987)
- El vel de la llum (Suède, 1997)
- Dona (Inde, 1998)
- Home (Inde, 1998)
- Llum matinal (Palamós, 1999)
- Barques (Port de la Selva, 2004)

## Expositions
| Année | Lieu                                       | Ville                  | Description                                                                                            |
| ----- | ------------------------------------------ | ---------------------- | --- |
| 1955  | Bibliothèque de Palafrugell                | Palafrugell            | Exposition individuelle d'aquarelles                                                                   |
| 1956  | Bibliothèque de Palafrugell                | Palafrugell            | Exposition individuelle d'aquarelles                                                                   |
| 1957  | Caixa d'Estalvis de la Diputació de Gérone | Palafrugell            | Exposition individuelle d'huiles                                                                       |
| 1958  | Caixa d'Estalvis de la Diputació de Gérone | Palafrugell            | Exposition individuelle d'huiles                                                                       |
| 1958  | Salle Municipale                           | Figueres               | Exposition individuelle d'aquarelles                                                                   |
| 1973  | Salle Rovira                               | Barcelone              | Exposition individuelle                                                                                |
| 1974  | Salle d'art Empordà                        | Palafrugell            | Exposition individuelle d'huiles et aquarelles                                                         |
| 1975  | Salle d'art Empordà                        | Palafrugell            | Exposition individuelle d'aquarelles et collective                                                     |
| 1975  | Salle Art et Color                         | Vic                    | Exposition individuelle d'aquarelles                                                                   |
| 1975  | Les Voltes                                 | Olot                   | Exposition individuelle d'aquarelles                                                                   |
| 1976  | Salle d'art Empordà                        | Palafrugell            | Exposicions individual et col·lectives                                                                 |
| 1976  | Caixa d'Estalvis de Gérone                 | Palafrugell            | Exposition individuelle                                                                                |
| 1976  | Salle Art et Color                         | Vic                    | Exposition individuelle                                                                                |
| 1976  | Galerie Tramontan                          | Barcelone              | Exposition individuelle                                                                                |
| 1976  | Caixa de Pensions de Gérone                | Palafrugell            | Exposition individuelle                                                                                |
| 1976  | Galeries d'art Tramontan                   | Palamós                | Exposition collective                                                                                  |
| 1977  | Salle Llorens                              | Barcelone              | Exposition individuelle                                                                                |
| 1977  | Salle d'art Armengol                       | Olot                   | Exposition individuelle                                                                                |
| 1978  | Salle d'art Empordà                        | Palafrugell            | Exposition individuelle                                                                                |
| 1979  | Galeries Rhodes                            | Figueres               | Exposition individuelle                                                                                |
| 1979  | Salle Llorens                              | Barcelone              | Exposition individuelle                                                                                |
| 1980  | Galerie Bonanova                           | Barcelone              | Exposition individuelle                                                                                |
| 1980  | Galeries d'art Tramontan                   | Barcelone              | Exposition individuelle                                                                                |
| 1980  | Salle d'art Empordà                        | Palafrugell            | Exposition individuelle                                                                                |
| 1981  | Salle d'art Empordà                        | Palafrugell            | Exposition individuelle                                                                                |
| 1981  | Salle d'art Empordà                        | Palafrugell            | Exposition collective Noël 81                                                                          |
| 1982  | Galerie d'art Josep Fajol                  | Figueres               | Exposition individuelle d'huiles                                                                       |
| 1982  | Salle d'art Empordà                        | Palafrugell            | Exposition individuelle d'huiles                                                                       |
| 1982  | Estudi Vila Clara                          | La Bisbal d'Empordà    | Exposition individuelle d'huiles                                                                       |
| 1982  | Casa de cultura Josep Pla                  | Palafrugell            | Exposition collective                                                                                  |
| 1983  |                                            | Mirapeis               | Exposition individuelle                                                                                |
| 1983  | Salle d'art Empordà                        | Palafrugell            | Exposition individuelle d'huiles                                                                       |
| 1984  | Salle d'art Empordà                        | Palafrugell            | Exposition individuelle d'huiles                                                                       |
| 1984  | Galeries d'art El Claustre                 | Gérone                 | Exposition collective                                                                                  |
| 1986  | Galerie Fòrum                              | Gérone                 | Exposition collective                                                                                  |
| 1986  |                                            | Madrid                 | Exposition collective à l'American Chamber of Commerce in Spain                                        |
| 1987  | Galerie d'art Mayte Muñoz                  | Barcelone et Madrid    | Exposition individuelle                                                                                |
| 1987  | Salle d'art Gabernia                       | Valence                | Exposition individuelle                                                                                |
| 1987  | Galerie Fòrum                              | Gérone                 | Exposition individuelle                                                                                |
| 1988  | Galerie d'art Intel·lecte                  | Sabadell               | Exposition individuelle d'huiles                                                                       |
| 1988  | Salle Art et Color                         | Vic                    | Exposition individuelle                                                                                |
| 1988  | Galerie d'art Mayte Muñoz                  | Barcelone              | Exposition individuelle                                                                                |
| 1988  | Galerie d'art Chelsea                      | Manresa                | Exposition individuelle                                                                                |
| 1988  | Salle d'art Empordà                        | Palafrugell            | Exposition individuelle                                                                                |
| 1988  | Galerie d'art Petritxol                    | Barcelone              | Exposition collective                                                                                  |
| 1989  | Galerie d'art Mayte Muñoz                  | Madrid                 | Exposition individuelle                                                                                |
| 1989  | Salle d'art Rovira                         | Sabadell               | Exposition individuelle                                                                                |
| 1989  | Salle d'art Intel·lecte                    | Sabadell               | Exposition individuelle                                                                                |
| 1990  | Galerie Watt's Art                         | Castellar del Vallès   | Exposition individuelle                                                                                |
| 1990  | Salle d'art Lloveras                       | Terrassa               | Exposition individuelle                                                                                |
| 1990  | Galerie d'art El Claustre                  | Gérone                 | Exposition collective                                                                                  |
| 1990  | Salle Xiprell                              | Manresa                | Exposition individuelle                                                                                |
| 1991  | Salle d'art Lloveras                       | Terrassa               | Exposition individuelle                                                                                |
| 1991  | Salle d'art El Corte Inglés                | Barcelone              | Exposition individuelle                                                                                |
| 1992  | Salle d'art Xipell                         | Manresa                | Exposition individuelle                                                                                |
| 1992  | Salle d'art Rovira                         | Sabadell               | Exposition individuelle                                                                                |
| 1996  | Trondhjems Art Gallery                     | Norvège                | Exposition individuelle                                                                                |
| 1996  | Gallery Gunvor                             | Norvège                | Exposition individuelle                                                                                |
| 1997  | Gallery E. Hellingsen                      | Aalesund               | Exposition individuelle                                                                                |
| 1998  | Salle Art-4                                | Palafrugell            | Exposition individuelle                                                                                |
| 1999  | Trondhjems Art Gallery                     | Norvège                | Exposition individuelle                                                                                |
| 1999  | Galeries d'art Calella                     | Calella de Palafrugell | Exposition collective                                                                                  |
| 2000  | Gallery E. Hellingsen                      | Aalesund               | Exposition individuelle                                                                                |
| 2000  | Galerie d'art Mayte Muñoz                  | Barcelone              | Exposition individuelle                                                                                |
| 2000  | Casa de cultura Cala Pruna                 | Pals                   | Exposition collective                                                                                  |
| 2001  | Salon du Val d'Or                          | France                 | Exposition collective en homenatge als artistes desapareguts espanyols Sarquella et Ezequiel Torroella |
| 2003  | Salle d'art Xipell                         | Manresa                | Exposition individuelle d'huiles                                                                       |
| 2004  | Salle d'art Goya El Corte Inglés           | Madrid                 | Exposition individuelle d'huiles                                                                       |
| 2006  | Galerie Thuiller Art & Colours             | Paris                  | Exposition individuelle                                                                                |
| 2007  | Théâtre municipal                          | Palafrugell            | Exposition individuelle sota el títol Costa Sobrepera, la retina et el paisatge,                       |
| 2008  | Centre civique                             | Portbou                | Exposition collective                                                                                  |
| 2011  | Ca la Pruna                                | Pals                   | Exposition en memòria de la seva dona                                                                  |
| 2012  | Théâtre municipal                          | Palafrugell            | Exposition individuelle d'huiles (juliol)                                                              |

## Dans les musées
Ses œuvres sont présentes dans différents musées des comarques gironines.
- musée archéologique de Banyoles
- musée de l'Empordà (Figueres)
- Fonds d'art du musée du liège de Palafrugell

### Source
- (ca) Cet article est partiellement ou en totalité issu de l’article de Wikipédia en catalan intitulé « Josep Costa Sobrepera » (voir la liste des auteurs).